# Essősy Zsombor
Essősy Zsombor (1973–) közgazdász.

## Származása
Dunavecséről származik. Édesapja agrármérnök, gazdálkodó, édesanyja könyvvizsgáló.

## Tanulmányai
Kecskeméten járt középiskolába. Felsőfokú tanulmányait a Budapesti Közgazdaságtudományi Egyetem közgazdász szakán végezte 1992 és 1998 között. 2005-ben a Corvinus Egyetemen hivatásos lobbista képesítést szerzett.

## Pályája
- 1994-1995 Számvitel és közgazdaságtan tanár a Károly Róbert Közgazdasági Szakközépiskolában.
- 1996-1997 Tréner és hatékonyságnövelő tanácsadó az IMPAC Ltd.-nél.
- 1998-1999 Társtulajdonos a dr. Lichtenberg Consulting Kft.-nél.
- 1999-óta társtulajdonos a Management Productivity Improvements Kft.-nél.
- 2003-ban megalapította a Magyar Pályázatkészítő Irodát (MAPI Zrt.- https://web.archive.org/web/20090116171254/http://www.mapi.hu/), melynek azóta is vezérigazgatója. A cég tevékenységi köre: szervezetfejlesztési tanácsadás és komplex pályázati projektmenedzsment szolgáltatások nagy- és középvállalatok, valamint önkormányzatok számára.
- 2010-ben a Magyarok a Piacon Klub alapító tagja, 2012 óta az elnöke.

## Elismerései
Sikeres tevékenységéért 2006-ban Az év fiatal menedzserének választották. A zsűri kiemelte, hogy a 2003 decemberében alapított iroda napjainkra a piacvezető pályázatkészítő cégek közé küzdötte fel magát. A cég árbevétele az első három év alatt évente csaknem 100%-kal nőtt, jelenleg közel 1000 ügyfelet számláló, piacvezető a pályázati tanácsadó vállalkozások között (a Budapest Business Journal: Listák Könyve alapján). A Vállalkozók Országos Szövetsége (VOSZ) az “Év Vállalkozója 2010″ és “Év Vállalkozója 2014″ díjával ismerte el eddigi munkáját. Ehhez minden bizonnyal hozzájárult a hazai beruházás-fejlesztés kulcsszereplőinek tapasztalatait összefoglaló „Újratervezés 2.0.1.0” tanulmány kidolgozása, melynek számos megállapítását figyelembe vették az Új Széchenyi Terv megalkotói is. Cége, a MAPI Zrt. 2008-ban elnyerte a Szívbarát Munkahely címet, 2013-ban a “Legjobb Női Munkahely 2013″ II. helyezését, és a “Kerékpárosbarát Munkahely” címet (2013, 2014). Számos meghatározó hazai szervezetben tölt be pozíciót: a Menedzserek Országos Szövetségének választmányi tagja (2008-2012), a Joint Venture Szövetség elnökségi tagja (2011-), a Magyarok a Piacon Klub elnöke (2012-), a Junior Achievement Alapítvány kuratóriumi tagja.

## Családja
Nős, 2 gyermek édesapja.

## Külső hivatkozások
- "Józan ésszel", 2010.
- A MAPI Zrt. weblapja
- Az "Újratervezés 2.0.1.0" tanulmány weblapja
- Kiút a labirintusból - a magyar Nemzet írása Archiválva 2010. június 9-i dátummal a Wayback Machine-ben
- mitortent.hu
- Lehívhatatlan európai uniós támogatások
- Interjú a Hitelgarancia.hu-n
- Interjú az Üzletkötő Klubban
- Magánbeszélgetés - MTV, 2007. október 28.
- Az Év Fiatal Menedzsere díj indoklása[halott link]
- Menedzsment Fórum